# Kia Magentis

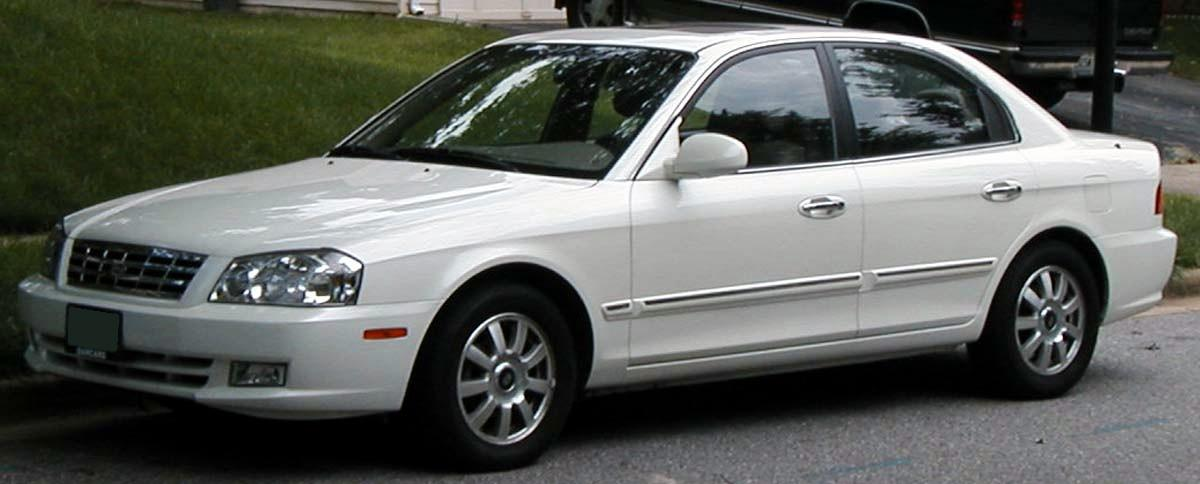
Kia Magentis (2001-2004).

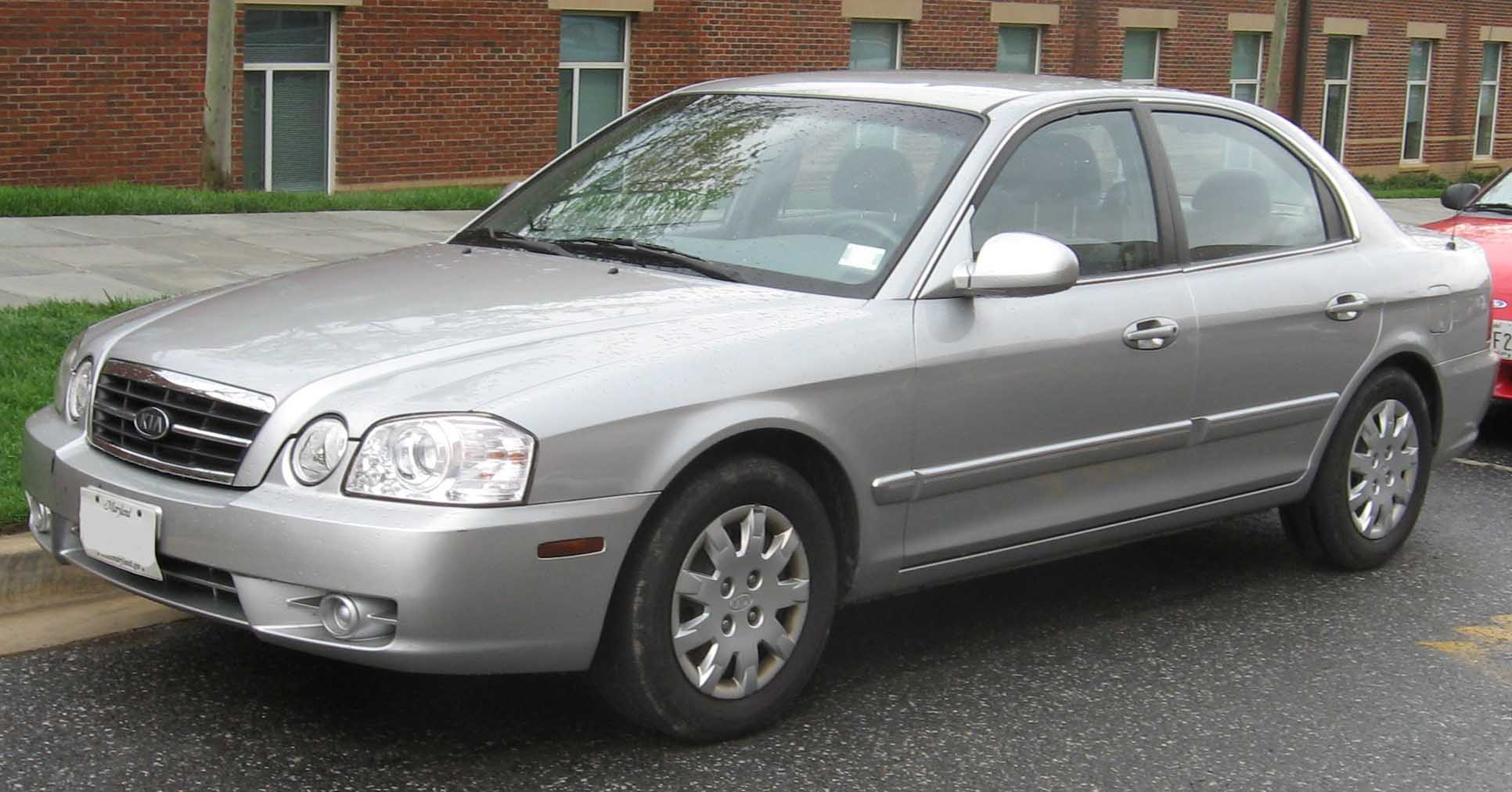
Kia Magentis (2004-2006).

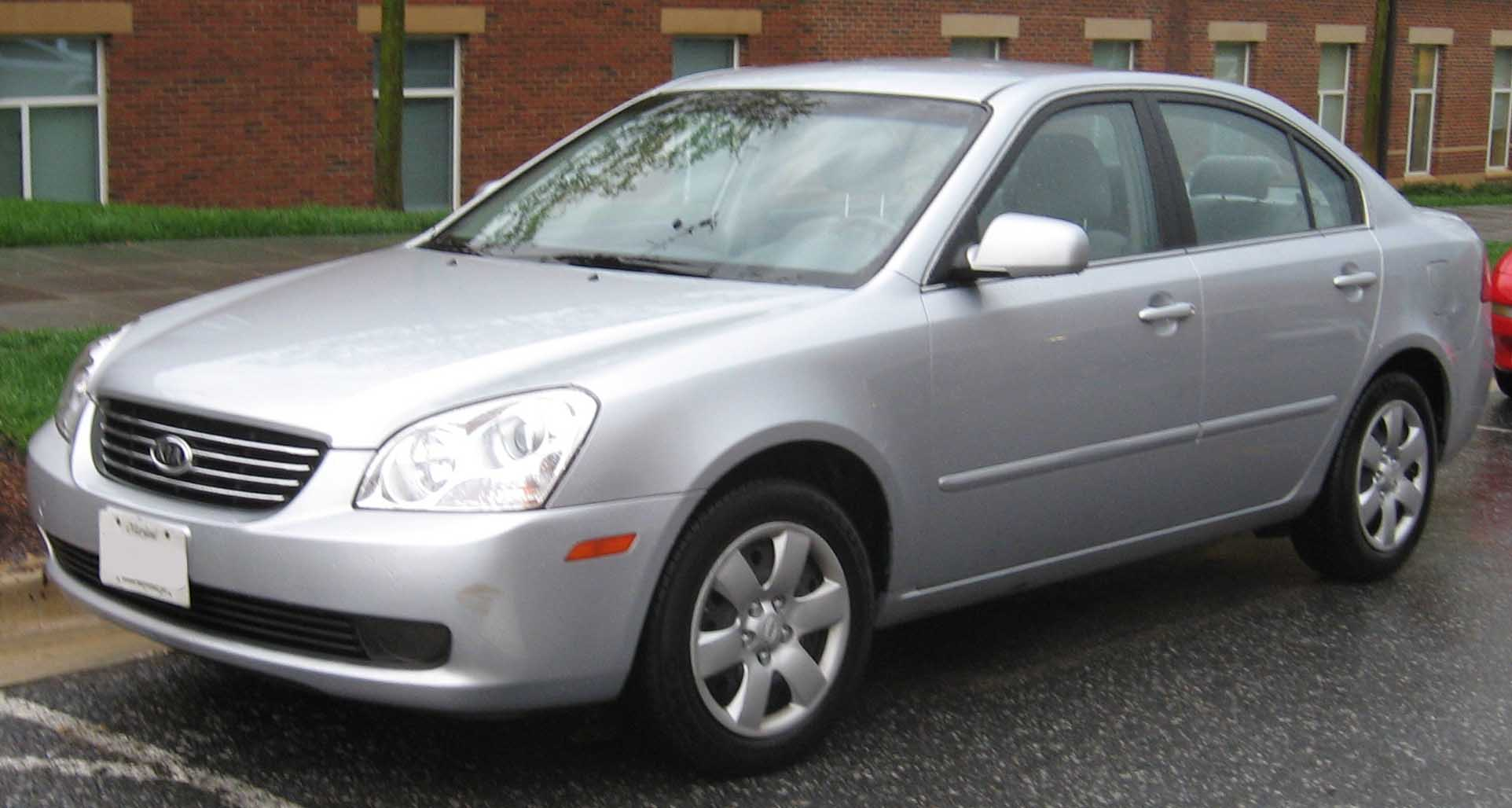
Kia Magentis (2006-2009).

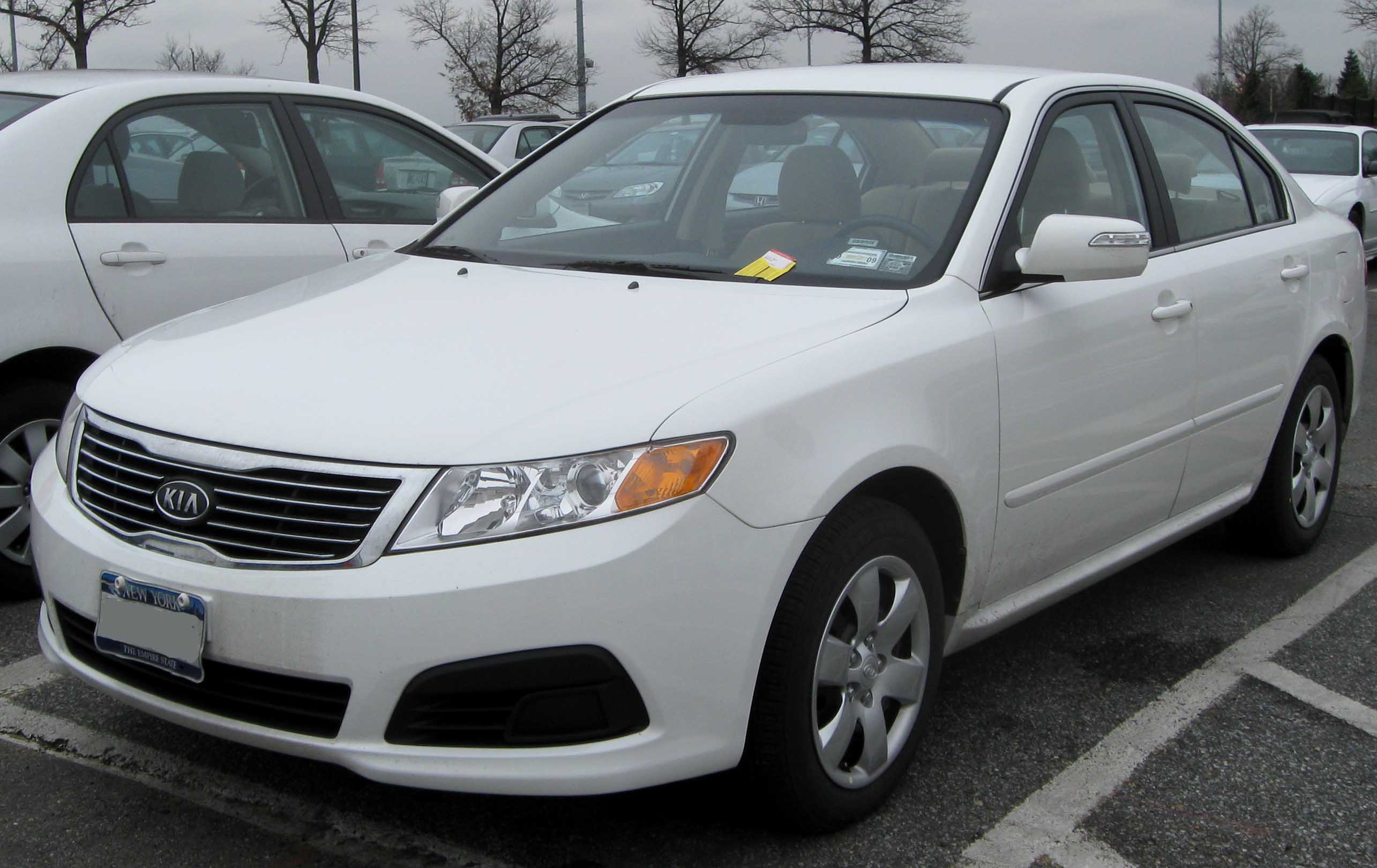
Kia Magentis (2009-2010).

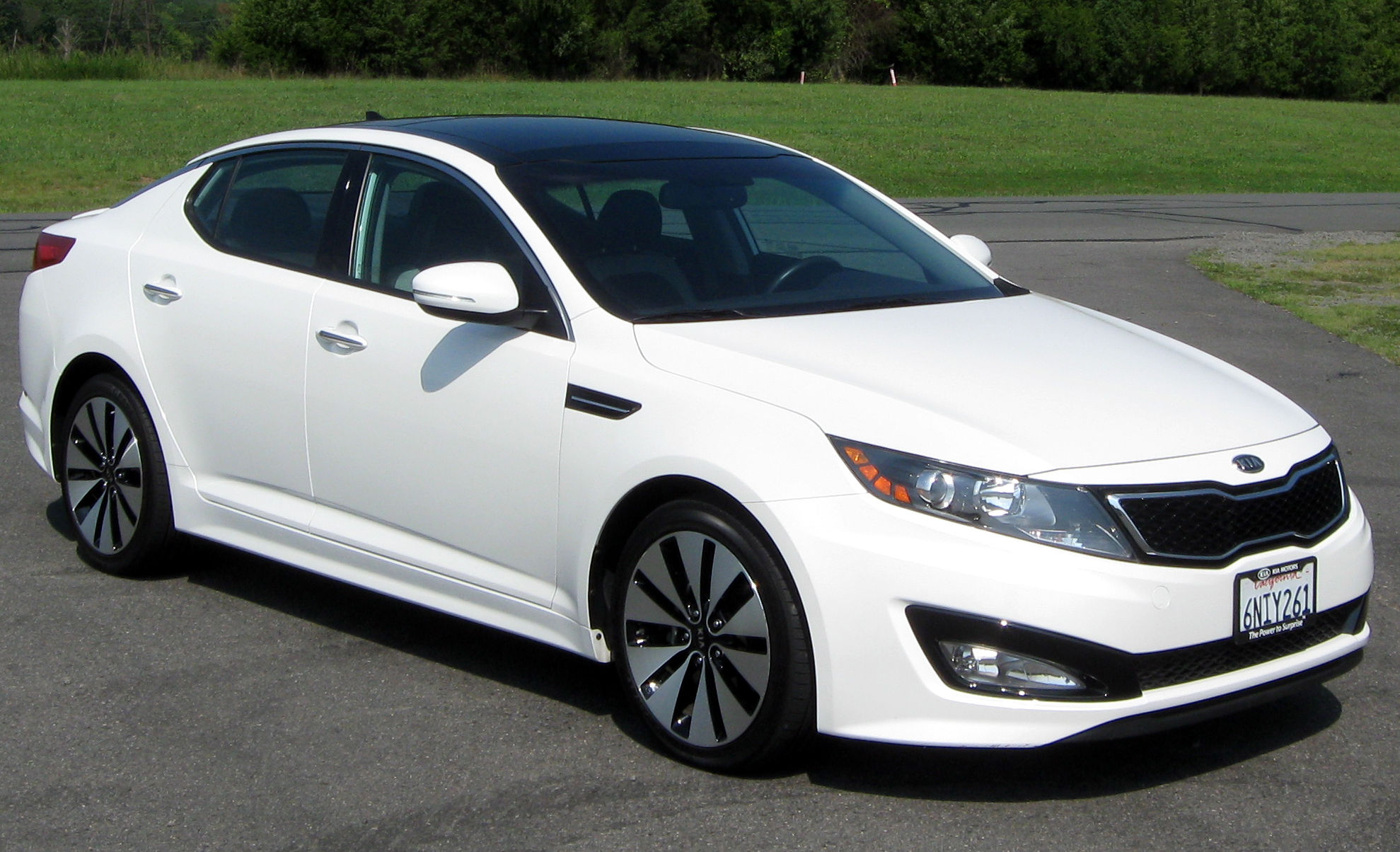
Kia Optima/K5 (2010-2015).

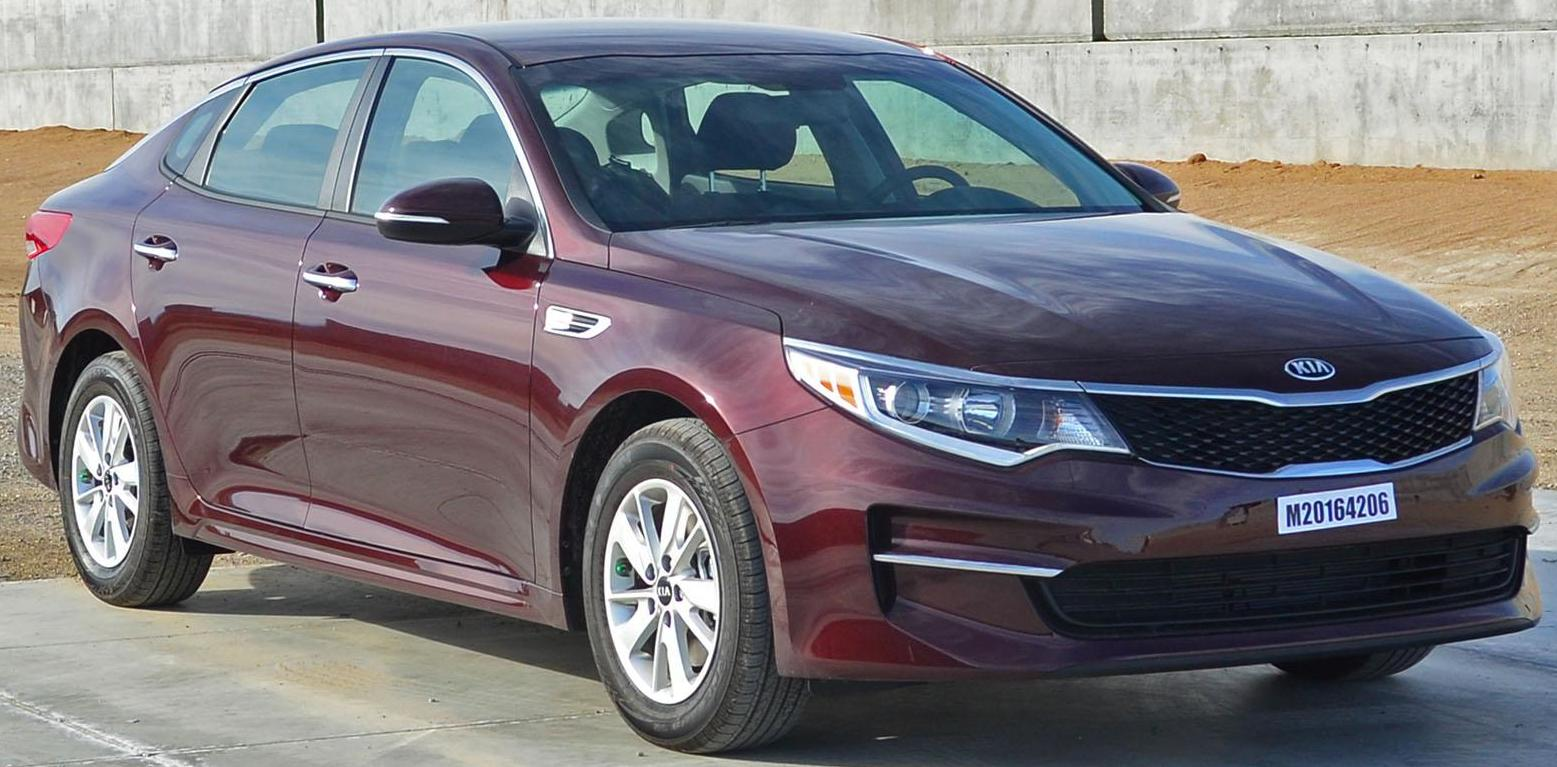
Kia Optima/K5 (2015-2019)

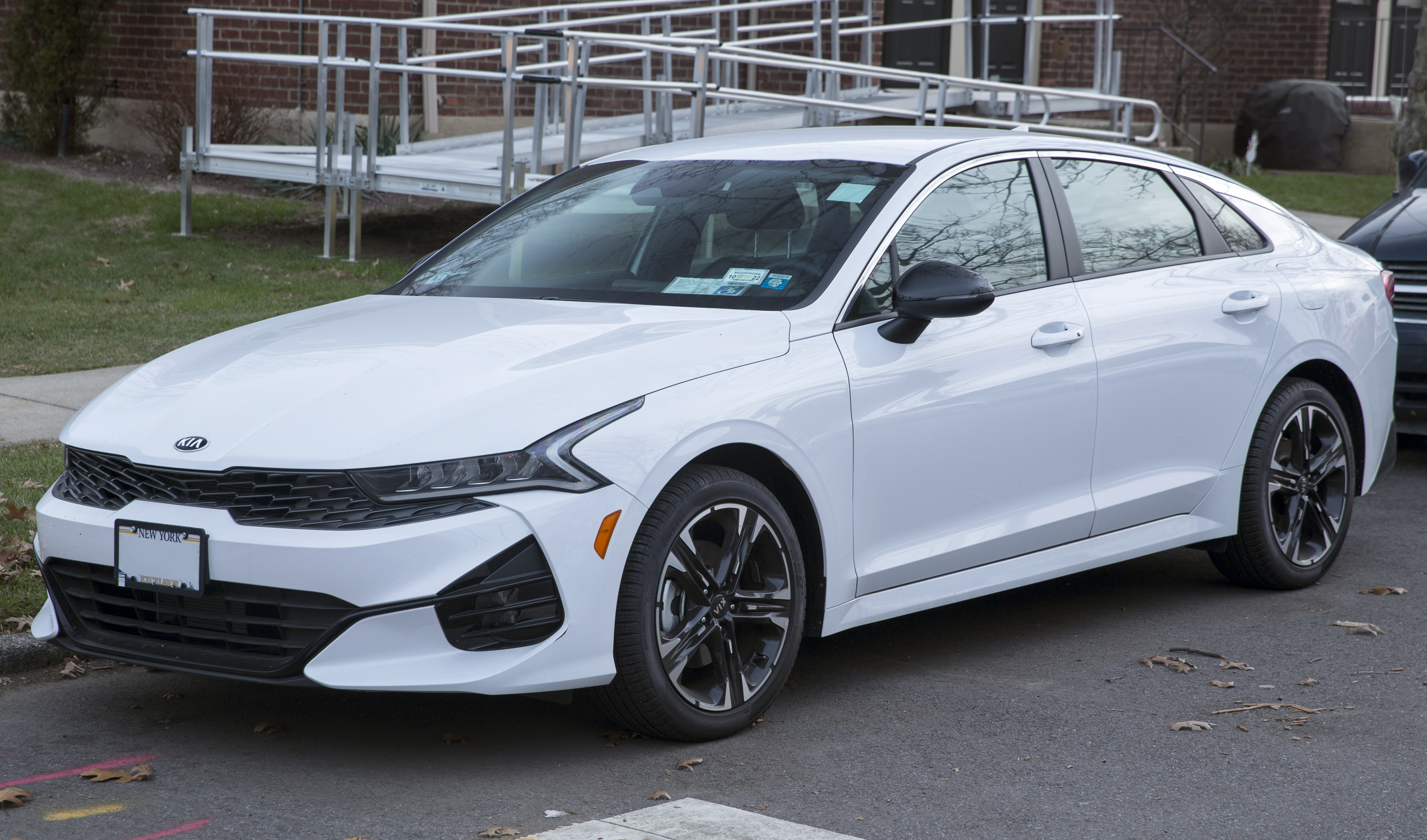
Kia Optima/K5 (2019-)

Kia Magentis är en större sedanmodell som presenterades 2001. All väsentlig teknik delas med koncernkollegan Hyundais Sonatamodell. Detta var första gången som Kia presenterade en riktigt stor modell, som dessutom aspirerade på att vara lyxig. En föregångare kan dock sägas vara Clarusmodellen, men denna var billigare och mer familjeanpassad i och med att den även gick att få som kombi. Ett tag fanns även en ännu större och lyxigare Kiamodell, nämligen Opirus. Under 2007 försvann Opirus från den Svenska marknaden.
Till Sverige kom Magentis under 2002 och blev aldrig någon riktig försäljningsframgång. Den ansiktlyftes till årsmodell 2004 och fick i och med detta ett strålkastararrangemang med 4 separata insatser. År 2006 presenterades en ny modell med samma namn som även den baseras på Hyundai Sonata. På många marknader säljs Kia Magentis under namnet Kia Optima eller Kia K5. År 2009 skedde en ansiktslyftning och modellen slutade att exporteras till Sverige ett tag. Den återkom med den femte generationen, som också erbjöds i en hybridmodell. Sedan december 2019 har K5/Optima funnits i en sjätte generation.